# Perfect Machine
《Perfect Machine》은 미국의 재즈 피아니스트 허비 행콕의 서른일곱 번째 스튜디오 음반이다. 이 음반은 빌 라스웰에 의해 공동 제작된 행콕 시리즈의 세 번째이자 마지막 음반이었다. 게스트로는 베이시스트 부치 콜린스가 있다.

## 배경
이 음반은 빌 라스웰과 함께 제작되었고, 부치 콜린스, 오하이오 플레이어스의 리로이 "슈가풋" 보너, 그리고 그랜드 믹서 DXT와 함께 공연했다. 그것은 1980년대에 그의 "로킷" 단계의 끝을 장식했다.

## 평가
| 전문가 평가                          | 전문가 평가 |
| 평가 점수                            | 평가 점수   |
| 출처                                 | 점수        |
| ------------------------------------ | ----------- |
| Allmusic                             | [ 1 ]       |
| Robert Christgau                     | C+          |
| The Penguin Guide to Jazz Recordings | [ 3 ]       |

판매량 면에서는 큰 성공을 거두지 못했고, 미국에서는 빌보드 200 차트를 놓쳐 빌보드 R&B 음반 차트에서 65위까지 순위에 올랐다. 올뮤직의 리처드 S. 지넬은 5점 만점에 2.5점을 받았으며, 이 음반을 "대부분 쿵쾅거리고 펑크에 흠뻑 젖은 테크노 팝"이라고 불렀다.

## 곡 목록
모든 곡들은 특별한 언급이 없는 한 허비 행콕, 빌 라스웰, 루치 콜린스 그리고 리로이 "슈가풋" 보너에 의해 작곡하였다.
| #  | 제목                     | 작곡                                      | 재생 시간 |
| -- | ------------------------ | ----------------------------------------- | --------- |
| 1. | 〈Perfect Machine〉      | 행콕, 라스웰, 니키 스코펠리티스           | 6:35      |
| 2. | 〈Obsession〉            |                                           | 5:20      |
| 3. | 〈Vibe Alive〉           | 행콕, 라스웰, 콜린스, 보너, 마이코 웨이브 | 5:26      |
| 4. | 〈Beat Wise〉            |                                           | 5:52      |
| 5. | 〈Maiden Voyage/P. Bop〉 |                                           | 6:34      |
| 6. | 〈Chemical Residue〉     | 행콕                                      | 6:01      |
| 7. | 〈Vibe Alive〉           |                                           | 8:13      |
| 8. | 〈Beat Wise〉            |                                           | 6:28      |